# Parabelbella grancanariae
Parabelbella grancanariae är en kvalsterart som först beskrevs av Pérez-Íñigo och Peña 1994.  Parabelbella grancanariae ingår i släktet Parabelbella och familjen Damaeidae. Inga underarter finns listade i Catalogue of Life.